# Eudiaptomus padanus
Eudiaptomus padanus is een eenoogkreeftjessoort uit de familie van de Diaptomidae. De wetenschappelijke naam van de soort is voor het eerst geldig gepubliceerd in 1900 door Burckhardt.